# آزایه (سینترا)

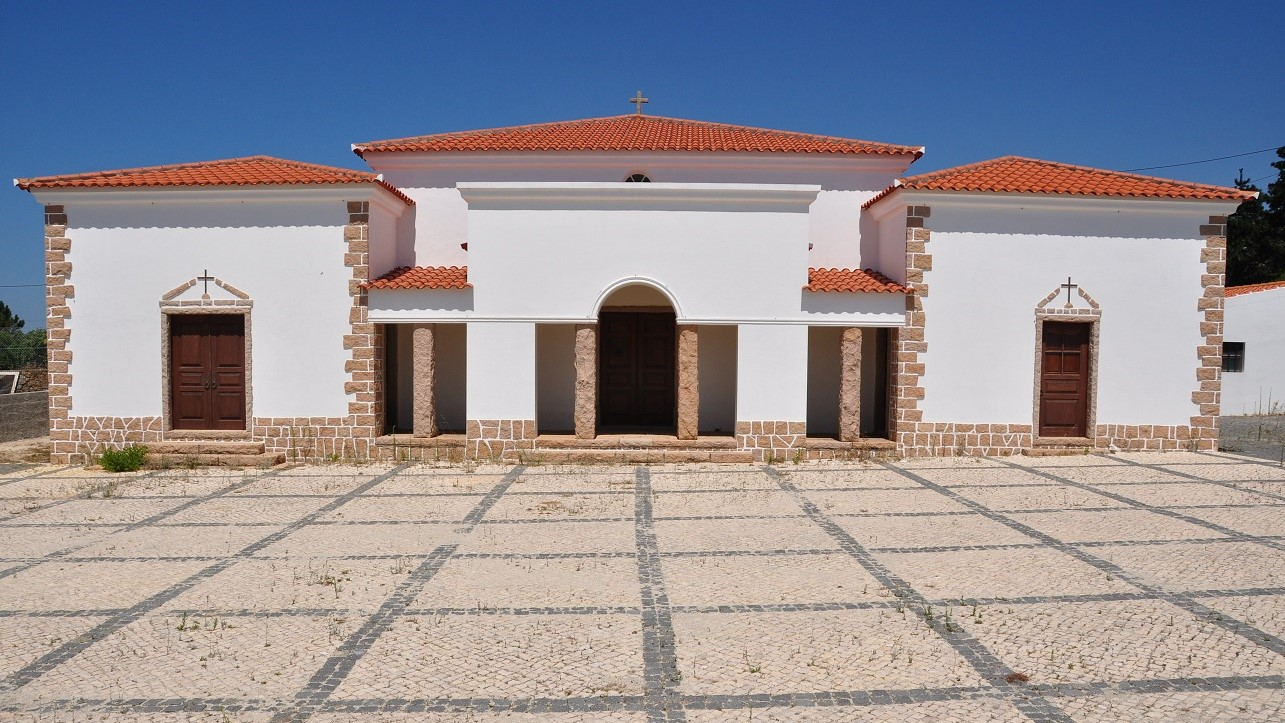
نمایی از کلیسای روستای آزایه در غرب پرتغال - ۲۰۱۰

آزایه (به پرتغالی: Azóia) روستایی در ۷ کیلومتری جنوب کولارس و غرب کشور پرتغال واقع است. 

## جاذبه‌های توریستی
- قلعه تاریخی کابو دو راکا ، این منطقه به عنوان شرجی‌ترین نقطه اروپا شناخته می‌شود .
- دلمن آدرنونس
- صخره پرایا آسنتز
- پلاژ آروئیرا به دلیل صخره‌ای بودن به توریست‌ها توصیه نمی‌شود .
- پلاژ اورسا ، یک پلاژ برهنگی است.